# 近衛兵
近衛兵（このえへい）や近衛（このえ）（英: royal guard）とは、君主を護衛（警護）する（君主直属の）軍人・軍団や、直属の護衛のこと。また広義には大統領などを警護する役割の兵や部隊もこう呼ぶ。
本記事では、君主に限らず、国家元首の身辺警護を行う役割についても解説する。
歴史的なことを中心に説明するため、軍か警察かの区別は明確ではない場合も多いが、その場合あまり区別せずに解説する。

## 概要
君主（王、女王、皇帝など）や大統領などを護衛する者のことである。普段は君主・大統領の居所（王宮、大統領府など）の内部や周囲を警備・警護する。
君主制が廃止された国でも、大統領など国家の最高権力を握っている人物はいるわけで、そうした人物の身辺警護をする必要は当然あるわけなので、身辺警護の役割を担う者は当然いる。
時代や国によってさまざまな名称がある。
たとえば古代ローマ帝国では皇帝の警護兵はプラエトリアニといった。英語では「ロイヤルガード（英: royal guard）」という。皇帝となったナポレオン・ボナパルトの身辺警護をした兵は「ラ・ギャルド・アンペリアル 仏: La Garde Impériale）といった。たとえば漢字表現では近衛・近衛兵・衛兵・近衛府・御親兵・親衛隊・近衛師団・禁衛府などという。
世界各国の元首の居所を警護する役割の兵は、当然それぞれの国の言語で、たとえば古代ローマならラテン語で、英語圏なら英語で、イスラーム圏ならアラビア語の名称で呼ばれているわけだが、それらの警護役の兵（や警官）を日本語で呼ぶときは、「近衛（このえ）」や「近衛兵（このえへい）」などという訳語を充てることは多い。
法治主義がゆきとどいた国では軍と警察の職務分離が進んでおり、平時の警護は警察や国家憲兵が担当し、軍は儀仗や海外訪問や緊急時の警護を担当する国が多くなっている。
当記事では、君主や大統領などを護衛する兵や部隊に加えて関連する制度などについても解説する。

## 古代ローマ帝国

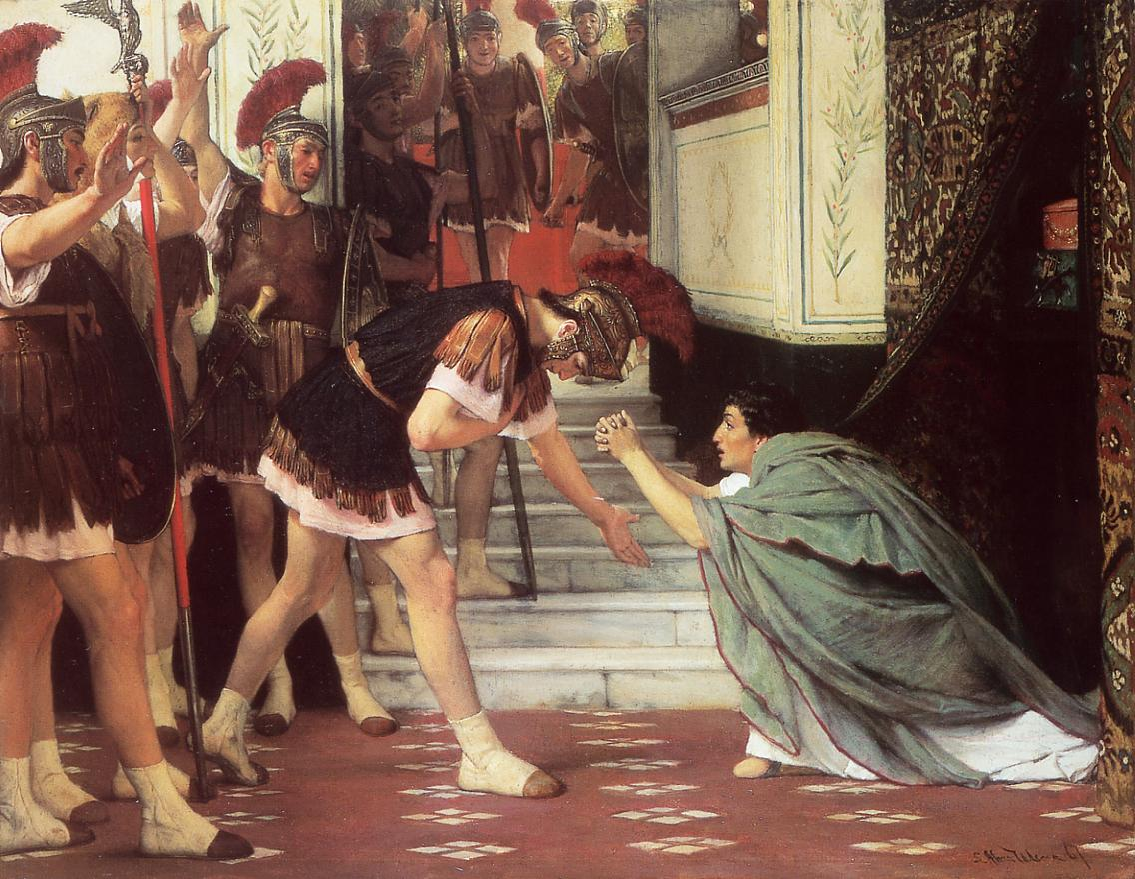
この絵画では、左側に描かれている兵たちがローマ皇帝の警護を担ったプラエトリアニ。

古代ローマ帝国では、皇帝（ローマ皇帝）の身辺警護はプラエトリアニがおこなった（あえて漢字に訳す場合は「近衛隊」「近衛軍団」「護衛隊」「親衛隊」などと訳され、訳語は一定しない）。　紀元前27年、アウグストゥスによる帝政開始とともに組織され、コンスタンティヌス1世（在位：306年 - 337年）によって解体された。

## バチカン市国
ローマ教皇庁
現在のローマ教皇庁にはスイス衛兵が置かれている。スイス衛兵は、ローマ教皇ユリウス2世によって、1506年に創設される。1527年のローマ略奪に際して、スイス衛兵が自らを犠牲にして、教皇クレメンス7世を守護したことから、爾来ローマ教皇庁の衛兵はスイス人に限られることとなる。
- バチカンのスイス衛兵隊
- スイス衛兵隊の宣誓式
- サン・ピエトロ大聖堂の出入口の警備を行うスイス衛兵隊
- 裏門の警備を行うスイス衛兵隊（左）

## スペイン
現在のスペインでは、グアルディア・レアル（西: Guardia Real）がスペイン国王とスペイン王室のメンバーの警護を専門で行っており、スペイン陸軍の「独立部隊」という位置づけになっている。規模は連隊（漢字混じりに訳す時は「スペイン国王近衛隊」などと訳す）。グアルディア・レアルは儀式やイベントにも参加しはするが、通常の軍隊として機能しており、しっかりと戦闘能力を持っており、通常の兵士と同様の戦闘訓練を受けている。
- グアルディア・レアル（2001年）
- グアルディア・レアル（マドリード）
- パレードに参加しているグアルディア・レアル

## フランス
フランス革命後の混乱を収拾して皇帝となったナポレオンは、自身の執政親衛隊をさらに強化拡大して、皇帝近衛隊（La Garde Impériale）を編成する。皇帝近衛隊の中でも、最精強の歩兵部隊として第1近衛擲弾兵連隊・第1近衛猟歩兵連隊、近衛擲弾騎兵連隊、近衛猟騎兵連隊などが編成された。また、特にナポレオンに忠誠を誓う古参兵によって編成された部隊は古参近衛隊（La Vieilles Gardes）と呼ばれた。これらは部隊名誉称号であり、精鋭部隊の証である。一方で、実際に、宮廷の警備のみならず、戦場で活動する皇帝の警衛も、皇帝近衛隊の一部所、近衛猟騎兵連隊やエリート憲兵騎兵が担当した。
現在でも、ジャンダルムリー（Gendarmerie、〈フランス〉国家憲兵隊）によって、ギャルド・レピュブリケーヌ（Garde Républicaine　〈フランス〉共和国親衛隊）が編成されている。共和国親衛隊の第1連隊は大統領の警護を、共和国親衛隊第2連隊は国会議事堂や政府高官等の警備・警護に当たる。
- ナポレオン時代のLa Vieilles Gardes。
- 現代のフランス共和国のギャルド・レピュブリケーヌ（共和国親衛隊）
- 現代フランス共和国のギャルド・レピュブリケーヌ。
- ギャルド・レピュブリケーヌのオートバイ部隊（写真のオートバイはすべてヤマハ製）

## ドイツ

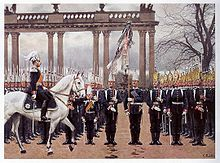
ドイツ帝国陸軍近衛師団

### 帝政期
ドイツ帝国時代にはGardekorps（近衛師団）がベルリンに駐留しており、第1近衛師団（1. Garde-Division）、第2近衛師団（2. Garde-Division）、近衛騎兵師団（Garde-Kavallerie-Division）が組織されていた。

## イギリス
イギリスの近衛兵の歴史
イギリスの現在の近衛兵

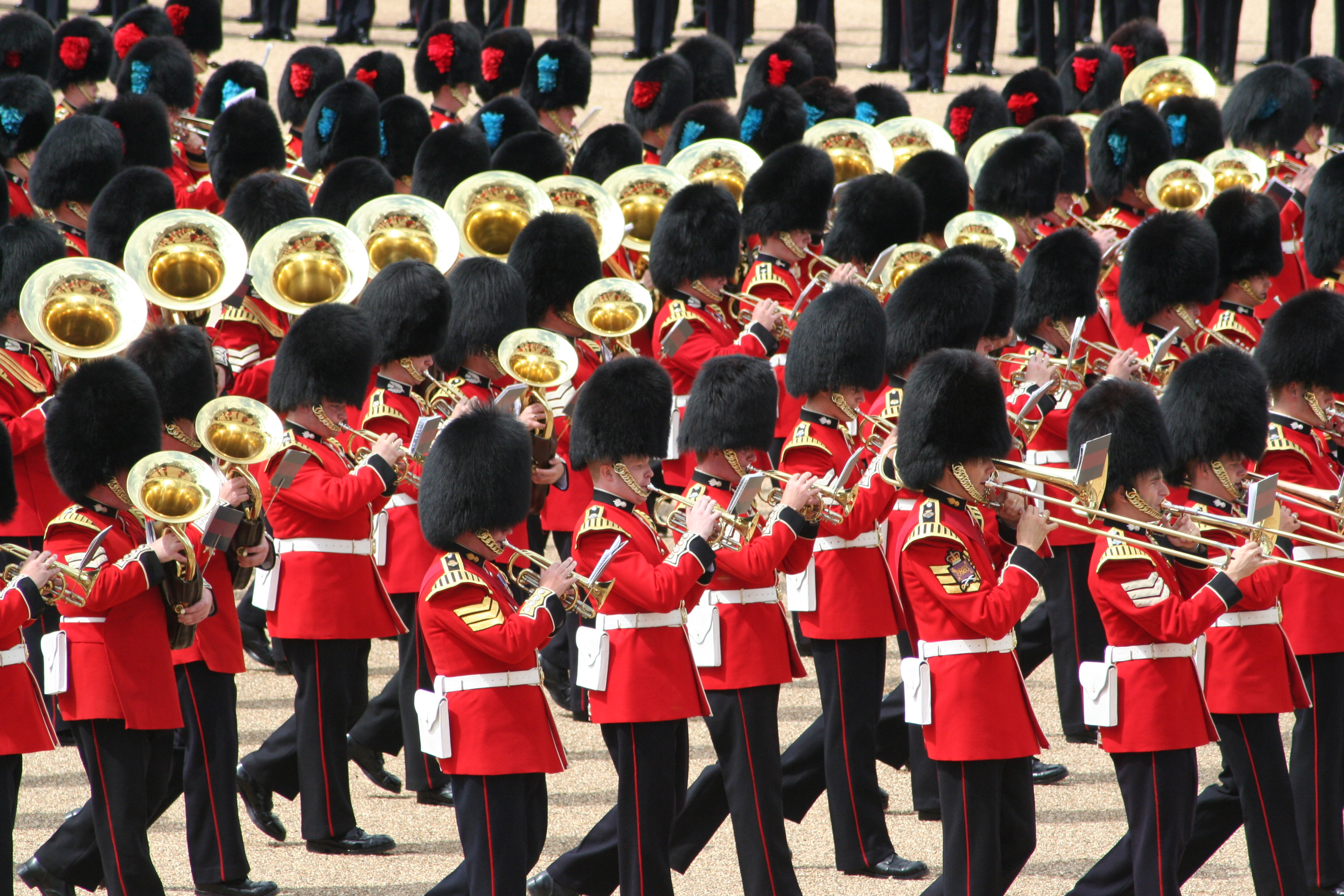
近衛歩兵連隊の軍楽隊 連隊毎に帽子の飾り羽が異なる

イギリスでは現在でも、バッキンガム宮殿やウィンザー城等において英国陸軍の近衛兵が衛兵勤務に就いている。衛兵は直立不動の姿勢で警衛を行い、衛兵交代式は観光名所の一つである。歩兵部隊の正装は赤い上着に熊の毛皮の帽子（Bearskin）で有名であり、連隊によって制服のボタンの配列と帽子の飾りに差異がある。騎兵部隊はジャケットの色が連隊により異なる。
これらイギリス陸軍所属の近衛連隊の他に、儀式の際に国王・女王の護衛を務める主権者警護隊（Sovereign's Bodyguard）と呼ばれる部隊が存在する。

## スウェーデン王国
スウェーデン王国においても近衛兵が王宮を警護している。その創始は、スウェーデンが独立した16世紀に起源を持つ。かつてはスウェーデン君主の近衛としてのスウェーデン軍戦闘部隊の一つだった。
18世紀のスウェーデン王グスタフ3世は、近衛連隊を用いクーデターを起こしている（1772年）。
現在のスウェーデンの近衛兵は、一般的な近衛連隊と、主に王室と宮殿を警護する近衛兵がある。
- ピッケルハウベをかぶったスウェーデン近衛兵
- スウェーデン騎馬近衛兵

## ロシア
現代のロシア連邦では、ソビエト連邦時代から、戦時に卓越した戦果を挙げた部隊、平時の演習・訓練時に優れた成績を収めた部隊（艦艇）に対して、親衛（гвардейский）の称号が授与されている。ただし、これは部隊名誉称号でしかなく、制度上のいかなる優遇措置もないが、親衛部隊（艦艇）配属の将校の階級呼称には、「親衛」（гвардия）の文字が付く（例えば、親衛少佐 (майор гвардии) 等）。
ソビエト連邦の崩壊後に行われた軍縮では、新参の部隊が廃止され、輝かしい戦歴を有する部隊が残される傾向が強く、必然的に現在のロシア連邦軍では、「親衛」部隊の割合が大きくなっている。
クレムリンの警備は、ロシア連邦警護庁の大統領連隊（旧クレムリン連隊）が担当している。

## オスマン帝国
オスマン帝国のスルタンの身辺警護の兵にはいくつかのタイプがあった。
スルタンの身辺には普段から、選りすぐりの兵が2名一組で仕えており、剣で武装していたが、今でいう「ボディーガード」のような役割も果たしており、スルタンになにか危険が迫れば、たとえば弓矢で狙われたりしたらとっさに自分の身を挺して自分の命とひきかえにスルタンを護ることもいとわなかった。鮮やかな紅色の服と、紅色の布が垂れた帽子をかぶっているのが目印である。（歴史ドラマ『オスマン帝国外伝〜愛と欲望のハレム〜』では第10代皇帝スレイマン1世とその家族の人生を描いているが、下の絵そっくりの、真っ赤な服を着た兵がたびたび登場する。）
またボスタンチ（トルコ語:tr:Bostancı）と分類される護衛兵もおり、ボスタンチは主にスルタンの宮殿（たとえばトプカプ宮殿など）とその敷地を護る任務を帯びていた。もともと「ボスタンチ」は「庭師」といった意味の言葉だった。ボスタンチは宮殿の警備を担当するだけでなく、スルタンのはしけも漕いだ。ボスタンチのリーダーはパシャの階級に属した（つまり、リーダーはいわば「大臣クラス」だった）。ボスタンチは多い時代には3000名ほどいた。兵役時には、帝国の別の護衛軍団イェニチェリ（次に説明）と連携して活動した。いざ戦争となると、ボスタンチ1人で普通の兵の数名分の強さだったという。20世紀初頭にはボスタンチの数は600人ほどに減っていた。
またスルタン直属の軍隊の中では、旧来の剣などの武器の軍隊とは別に、新たに火器で武装した最精鋭常備歩兵軍団のイエニチェリが創られた。スルタン直属の主力軍団として原則的に首都イスタンブールにある兵営に住まわされ、スルタンの「おひざもと」の首都イスタンブールを護る役割を与えられていた。妻帯は禁じられたが、高い俸給を与えられ免税などの特権も享受した（イエニチェリは強力な部隊だったが、スルタンの身辺警護や首都警護だけでなく首都以外の各都市にも配備され組織が拡大するにつれ反乱なども起こすようになった）。
- スルタンの身辺警護の兵。２名一組で警護した。
- ボスタンチ
- イエニチェリ

## 中国

### 始皇帝
始皇帝（紀元前259年 - 紀元前210年）も近衛兵をたずさえていたことが知られている。「あの世」でも近衛軍団をしたがえるつもりだったのか、壮大な兵馬俑（秦始皇帝陵兵馬俑坑）を残した。兵馬俑の軍人たちは、実際に始皇帝に仕えた実在の軍人ひとりひとりを再現するように作られた、といわれている。

### 隋朝
隋朝（581年 - 618年）では禁軍（近衛軍）として、十二衛が置かれた。2代皇帝・煬帝は宇文化及らが率いる禁軍によって殺害された。

### 唐朝
唐朝（618年 - 907年）では禁軍（近衛軍）として、皇帝を護衛する北衙禁軍（左右羽林軍・左右龍武軍・左右神武軍・左右神策軍）と首都を警備する十二衛が置かれた。この他に皇太子を護衛する六率府もあった。

### 明朝
明朝では、首都に駐屯する京軍のうち上十二衛を侍衛親軍（近衛軍）とした。永楽帝は禁軍を増強し、侍衛親軍は12衛から22衛に増強したほか、投降したタタール人を基盤に編成した騎兵部隊である三千営や火器を運用する部隊である神機営を設置した。

### 清朝
清朝では、領侍衛府が紫禁城の警備を担任した。そのほか、北京八旗が警備に当たった。

### 現代・中華人民共和国
中国共産党中央委員会の施設警備や要人警護は中国共産党中央弁公庁警衛局が担当している。

## 朝鮮半島

### 李氏朝鮮
李氏朝鮮時代に禁軍（近衛軍）として禁衛営、御営庁、訓錬都監が設置され、王宮の警備のため内禁衛や武芸庁が置かれた。
孝宗の代に内禁衛は他の王宮警備組織と統合されて内三庁となり、その後、紆余曲折を経て龍虎営となった。武芸庁は李氏朝鮮末期に武衛所に統合された。 
李氏朝鮮末期に、禁軍は大幅に再編され、武衛所、訓錬都監、扈衛庁が統合され武衛営に、禁衛営、総衛営、御営庁、龍虎営を再編して親軍3営となった。
李氏朝鮮時代に行われていた王宮守門軍の交代の儀式を再現したという王宮守門将交代儀式が、観光スポットとなっている。

### 大韓帝国
1907年（隆熙元年）軍隊解散にともない近衛歩兵隊及び近衛騎兵隊が置かれる。1909年7月30日に宮中に親衛府が設置される。近衛歩兵隊及び近衛騎兵隊は、日韓併合後も存続して朝鮮歩兵隊・朝鮮騎兵隊として1930年（昭和5年）まで韓国近衛兵の栄誉を守る。

### 日本統治下の朝鮮
韓国併合後、日本統治時代の朝鮮において旧大韓帝国軍人でなお在職中の者は、1911年制定の「朝鮮軍人ニ関スル件」（明治44年勅令第36号）の定めるところにより、同階級の陸軍軍人に相当するものとされ、一般の朝鮮軍人は、朝鮮駐箚軍司令部附又は朝鮮駐箚憲兵隊司令部附とされた。
ところが、先に設けられていた韓国近衛歩兵隊及び近衛騎兵隊は、朝鮮駐箚軍司令部附又は朝鮮駐箚憲兵隊司令部附とされるのではなく、朝鮮歩兵隊・朝鮮騎兵隊と改称されたのみで、そのまま李王家と昌徳宮警護のために存続されることになった。これらの部隊は、「近衛」の語こそ使わないものの、朝鮮人によって構成されるもので、李王家の事実上の近衛兵である。ただし、儀礼的な役割を担うものに過ぎないことや、同様の任務は一般の陸海軍及び朝鮮総督府警察によって充分に担えることから財政負担の軽減のため、1913年（大正2年）3月に朝鮮騎兵隊が廃止され、また朝鮮歩兵隊の規模を2個中隊324名の定員とされた。1929年（昭和4年）に朝鮮歩兵隊を202名の定員とする。1930年（昭和5年）には朝鮮歩兵隊も廃止された。

## 日本

### 令制以前

#### 連系氏族
元来、大王家と並ぶ氏族であった臣系豪族と違い、連系の豪族は古くより大王家に仕えてきた言わば譜代の氏族であって、大王家からの信頼も厚く、特に大伴氏や物部氏などは軍の中核であると同時に、近衛兵的な役割を担ってきたと考えられている。

#### 舎人
5世紀又は6世紀頃に舎人の制度が確立した。屯倉が集中し大王家の経済的・軍事的基盤となっていた東国の国造の子弟を中核として、大王家に従属する舎人は大伴氏・物部氏の軍よりも更に大王親衛軍の側面が強かった。舎人は後に、身辺警護は中務省の内舎人（うどねり）に、直轄軍事力は兵衛府（つはものとねり）に引き継がれる。

#### 門号氏族
靫負は西国の国造の子弟を中核として、宮城門の守衛に当たる軍である。
また、門部（かどべ）とは、宮城門を守衛する伴部のこと。宮城門にはその門の守衛を担う門部の名が冠せられてきたが、818年（弘仁9年）に殿門改号が行われて、唐風門号へ変更される。
- 大伴門（おおとももん）→応天門（おうてんもん）
天忍日命の子孫とされる大伴氏が守衛する。
- 若犬養門（わかいぬかいもん）→皇嘉門（こうかもん）
若犬養連が守衛する。
- 玉手門（たまてもん）→談天門（だんてんもん）
玉手氏が守衛する。
- 佐伯門（さえきもん）→藻壁門（そうへきもん）
大伴氏と近親関係にある佐伯氏が守衛する。
- 伊福部門（いふきべもん）→殷富門（いんぷもん）
伊福部氏が守衛する。
- 海犬養門（あまいぬかいもん）→安嘉門（あんかもん）
海犬養連が守衛する。
- 猪使門（いかいもん）→偉鑒門（いかんもん）
猪養氏が守衛する。
- 丹治比門（たじひもん）→達智門（たっちもん）
火明命の子孫とされる丹治比連（丹比氏）が守衛する。
- 山部門（やまべもん）→陽明門（ようめいもん）
山氏が守衛する。
- 健部門（たけるべもん）→待賢門（たいけんもん）
建部氏が守衛を担当する。
- 的門（いくはもん）→郁芳門（いくほうもん）
的氏が守衛する。
- 壬生門（みぶもん）→美福門（びふくもん）
壬生氏が守衛する。

### 令制

#### 内舎人
中務省に属する内舎人（うどねり）が、天皇の最側近で身辺警護にあたり、帯刀宿衛、供奉雑使、駕行時の護衛も行った。

#### 五衛府
日本の律令制においては、5つの衛府（えふ）が設置されたが、後に整理・再編成が行われた。
衛門府 （えもんふ・ゆげいのつかさ）
太古より宮城の門の警備を担ってきた氏族である靫負の伝統を受け継ぐ門部を中核として併せて衛士も配属する。衛門府と称せられた。職掌は宮門を守衛し通行者を検察する。758年（天平宝字2年・淳仁天皇）に、藤原仲麻呂による官号の唐風化の一環として司門衛と改称したが、藤原仲麻呂失脚後の764年（称徳天皇）に再度、衛門府に改称される。808年（大同3年）に左右衛士府に統合された。
職員は以下の通り
- 督（従四位下相当）
- 佐（従五位下相当）
- 大尉（従六位下相当） 少尉（正七位上相当）
- 大志（正八位下相当） 少志（従八位上相当）
- 医師（正八位下相当）
- 門部 宮門を守衛
- 衛士 宮門を守衛
- 物部 通行人を検察
- 使部
- 直丁

また衛士府に併合されるまでは被官として
- 隼人司

を有した。（その後は兵部省に移管）
左右衛士府（えじふ）
衛士を中核とする。衛士は農民出身者によって構成されるため、人員が多い。大内裏の庁舎を警備し京内の夜間警衛を主な職掌とした。758年（天平宝字2・淳仁天皇）の官号の唐風化の一環として司左右勇士衛と改称されたが、764年に再度、左右衛士府となった。808年に廃止された衛門府を統合し､811年（弘仁2年）左右衛士府を左右衛門府と改称した。
職員は以下の通り
- 督（従四位下相当・大宝令では率）
- 佐（従五位下相当）
- 大尉（従六位下相当） 少尉（正七位上相当）
- 大志（正八位下相当） 少志（従八位上相当）
- 医師（正八位下相当）
- 衛士 京内の警備
- 使部
- 直丁

左右兵衛府（ひょうえふ・つはものとねり）
兵舎人（つわものとねり）の伝統を受け継ぐ。舎人は旧国造家の子弟からなるため、皇室直轄の軍事力として重視された。五衛府時代には衛府の中で最も天皇に近い位置で警護する。令制では上級官人の子弟からとられた兵衛が中核であった。後世まで存続したが近衛府（後述）の成立で次第に重要性は低下した。
職員は以下の通り
- 督（従五位上→従四位下相当）
- 佐（正六位下→従五位上相当）
- 大尉（正七位下→従六位上相当）　少尉（従七位上→正七位上相当）
- 大志（従八位上→正八位下相当）　少志（従八位下→従八位上相当）
- 医師（従八位上相当）
- 兵衛　天皇近辺を守衛・後に宮城中郭を守衛・統括者を番長と呼ぶ。また当直者を吉上と呼ぶ（平安時代以降）
- 府生　新設・他官庁の史生にあたる
- 府掌　新設
- 使部
- 直丁

### 令外官
令外官の三衛府は令制五衛府より官位が高かった。
授刀舎人寮・中衛府
707年（慶雲4年・元明天皇）に授刀舎人寮を置く。728年（神亀5年・聖武天皇）に中衛府（ちゅうえふ）と改組され、807年（大同2年）に右近衛府と改組・改称されたといわれる。（下記参照）藤原氏の権力強化の一環とされ､五衛府に比べて官位相当はやや高い。
中衛府の職員は以下の通り
- 大将
- 中将 少将
- 将監
- 将曹
- 中衛舎人（授刀舎人を改称）
- 医師
- 使部
- 直丁

授刀衛
746年（天平18年）に中衛府に設置されていた騎兵の騎舎人が授刀舎人と改称される。元は皇太子阿倍内親王（孝謙天皇）を警護する目的であったと言われている。759年（天平宝字3年）に授刀衛を設置して授刀舎人を管轄させた。設置経緯から孝謙天皇（上皇）との関係が強く、藤原仲麻呂の乱（恵美押勝の乱）では上皇方の主力となり、勝利後にはその地位は強化された。765年（天平神護元年）には授刀衛が近衛府に改組され､807年（大同2年）には左近衛府と改称された（下記参照）。
外衛府（がいえふ）
765年（天平神護元年）2月に設置された。772年（宝亀3年）に外衛府を廃止して、近衛・中衛・左右兵衛に分配された。

### 六衛府

#### 左右近衛府（このえふ・おほきちかきまもりのつかさ）
（「近衛府」も参照のこと）
六衛府中では天皇の最側近で警護した。授刀衛と中衛府が改組されて成立した。初期には警備機関としてその後は儀式・余興実施（相撲など）において重要となった。栄誉職として後世まで存続した。
職員は以下の通り（この他､儀礼進行役として人長や駕輿丁などがいる）
- 大将（従四位上→従三位相当）
- 中将（従四位下相当） 少将（正五位下相当）
- 将監（従六位上相当）
- 将曹（従七位下相当）
- 医師（正八位下相当）
- 近衛舎人 天皇の親衛 番長・番頭といった統括者がいた
- 府生
- 府掌
- 使部
- 直丁

#### 左右兵衛府（ひょうえふ）
上記参照

#### 左右衛門府（えもんふ）
左右衛士府を改組・改称して発足。宮城外郭を警備することが職掌。検非違使庁は当初衛門府内に設置され衛門府官人が兼務した。後に職掌は検非違使・武家に奪われる。
職員は以下の通り
- 督（従四位下相当）
- 佐（従五位上相当）
- 大尉（従六位下相当） 少尉（正七位上相当）
- 大志（正八位下相当） 少志（従八位上相当）
- 医師（正八位下相当）
- 衛士 宮城の警備・統括者として番長､当直として吉上が置かれる
- 門部
- 物部
- 府生
- 府掌
- 使部
- 直丁

### 六衛府以外
隼人司
隼人の祖である火照命が大王の祖である彦火火出見尊に臣従（山幸彦と海幸彦）して以来、隼人は天皇の警護に当たるものとされてきた。隼人司はこの任に当たる隼人を管理する。当初衛門府の被官であったがいったん廃止された後に兵部省の管轄に移る。ただし奈良時代以降は舞楽（隼人舞）の教習や竹製品の製作に重点が置かれ宮中警備に重用されなくなった。
内舎人
中務省に属する。
内豎省・内豎所
令外官。天皇の護衛
大内守護
滝口武者を統括・指揮。
滝口
寛平年間に射芸に長じた者を選抜して創設。蔵人所に属して御所の警衛にあたる。
帯刀舎人（たちはきのとねり）
春宮坊に属して皇太子の警衛にあたる。

### 武士等による御所警備
- 北面武士
- 西面武士

以下は御所を警備したが、近衛兵ではなく部署長に相当する。
- 京都大番役
- 京都守護
- 六波羅探題
- 京都所司代
- 京都町奉行
- 京都守護職
- 禁裏御守衛総督
- 十津川郷士
奈良県十津川村の郷民は、672年の壬申の乱には大海人皇子の吉野軍に加わり、鎌倉時代末には大塔宮護良親王を守護し、また南北朝時代には吉野行宮や賀名生行宮を守護し、幕末には御所を守護し、1871年（明治4年）には郷民全員が士族に列せられた。

### 明治以降
御親兵
1871年（明治4年）2月に出された御親兵召集の命令に応じて、薩摩藩、長州藩、土佐藩の三藩から差し出された6000人 - 1万人の兵によって、政府直轄の御親兵が置かれる。この兵力を背景に、廃藩置県が行われる。1871年9月3日には、「兵部大少輔御親兵少佐以上ヘ勅語」が下され励精尽力が命ぜられる。
内舎人（うどねり）
明治維新以降、旧江戸城の跡地に宮城（皇居）が置かれ、大日本帝国陸軍に近衛師団、次いで宮内省に皇宮警察が創設されたが、天皇・皇族の身辺警護は宮内省侍従職に所属する内舎人が担当した。
1948年（昭和23年）、皇宮警察の侍衛官が天皇・皇族の身辺警護を担当することになり、警護担当の内舎人には皇宮護衛官としての身分が付与された。
近衛・近衛師団
1872年（明治5年）2月に「近衛条例」を制定して、天皇に直隷する近衛都督の下、壮兵からなる近衛兵を創設した。1873年（明治6年）1月に制定された徴兵令に基づく徴兵は鎮台にのみ配備されることとなり、近衛の壮兵制は維持された。1878年（明治11年）に近衛砲兵の一部が騒動を起こす（竹橋事件）。近衛都督は、初代が山縣有朋、2代が西郷隆盛であった。
1880年の「明治13年10月5日達乙第62号」による改正後の「近衛条例」によると、近衛兵は、専ら輦下を護衛し、特旨によらない限り、他の徴発に応じるものではない。上旨を奉戴し、千軍万馬の中といえども、整々独歩の勇を持ち、平常にあっては信義を本とし、先進を敬い、後進を教導し、全国諸兵の模範となることが求められた（近衛参照）。
その後、1890年3月25日に近衛司令部条例（明治23年3月25日勅令第46号）が制定され、原則として、近衛都督の職務権限は師団長と同一となった。さらに、1891年（明治24年）12月12日に近衛も師団制を採用して近衛師団となる。近衛師団に改編後の詳細は近衛師団参照。
門部・皇宮警察
竹橋事件により、近衛兵以外の宮城警備組織として宮内省に、古代の宮城門を守衛した伴部の称を復活し「門部」を設置した。
1886年（明治19年）、門部は皇宮警察に改編された。皇宮警察は主に宮殿屋内の警衛と防火・消防を担当した。
大正時代には天皇及びその他の皇族の警護を強化するため、全国の警察から文武両道に秀でた警部や警部補を集め特別警衛掛が設置された。やがて特別警衛掛は、来日した国賓の身辺警護も担当するようになった。
禁衛府
- 禁衛府（1945年 - 1946年）を参照。

1945年（昭和20年）、第二次世界大戦の日本の降伏による終戦に伴い、陸軍近衛師団と皇宮警察を統合して、宮内省に禁衛府が発足。近衛師団は禁衛府皇宮衛士総隊に、皇宮警察は禁衛府皇宮警察部に改組される。
1946年（昭和21年）に、GHQの命令で解体された。
陸上自衛隊では、第32普通科連隊が旧陸軍の近衛歩兵連隊にちなんで「近衛連隊」を自称している。
皇宮警察の警察への移管
- 警視庁皇宮警察部（1947年 - 1948年）・皇宮警察本部（1954年 - ）を参照。

禁衛府は解体されたものの、禁衛府皇宮警察部のみ皇宮警察署として分離して存続する。1946年（昭和21年）末に宮内省から内務省に移管され、1947年（昭和22年）には警視庁皇宮警察部として移管される。旧警察法の施行に伴い、1948年（昭和23年）3月に国家地方警察本部に移管され皇宮警察府とされたが、6月には皇宮警察局と再び改称される。1954年（昭和29年）に現在の警察法が施行されるに伴い、警察庁の附属機関となり、現在の「警察庁皇宮警察本部」と改称される。英名は近衛兵を意味する「Imperial Guard」である。皇宮警察の紋章は五三の桐である。
1956年の「昭和31年12月19日国家公安委員会規則第5号」の「皇宮護衛官の服制に関する規則」により、皇宮護衛官は制服として一般の警察官と同様のものを着用することとなっている。もっとも、制服の上衣、活動服及び防寒服の両襟部に皇宮護衛官章（金色で五三の桐の紋が描かれた金縁付き赤紫色の丸バッジ）を着用する。また、それ以外に、宮殿で儀式が行われる場合等には特別の「儀礼服」を着用する。
警視庁警備部警衛課
警視庁警備部にも天皇や皇族の警衛を担当する警察官が所属する警衛課が存在する。編成は警衛第1係が天皇・皇后・皇太后担当、警衛第2係が皇太子・皇太子妃・内廷皇族担当、警衛第3係が内廷外皇族担当となっている。但し警衛要則の規定により皇族の身辺警護は皇宮護衛官が行うため、警衛担当の警察官が固めるのはさらにその外側となる。大規模な公式式典の際などは皇宮護衛官だけでは人手が足りなくなることもあるため、都内については、警衛課が後方支援することもある。なお法令上、皇族以外の要人等の身辺を守ることを「警護」といい、天皇・皇族の身辺を守ることを「警衛」という。ちなみに首相の警護は警視庁警備部警護課警護第1係が担当している。

### 日本関連項目
- 旗本 - 戦場で軍旗を守る武士団を意味していた。
- 馬廻 - 大将を護衛する精鋭部隊
- 竹橋

## アメリカ合衆国
アメリカ合衆国大統領の身辺警護は、平時や外国訪問時などは主としてアメリカ合衆国シークレットサービスが担当している。ホワイトハウス内には大統領の執務室があり、また大統領が採用した右腕たちが勤務する場所でもあるわけだが、ホワイトハウスを警護する任務を帯びたアメリカ海兵隊（White House Marine. White House sentries）がおり、大統領がホワイトハウスで執務している間はWest Wing（西棟）のドアの前に必ず海兵隊が立っている。海兵隊は同時に4名勤務しており、ホワイトハウスに入館する者、退館する者のためにドアの開閉も行っており、30分勤務し30分休憩をとるというサイクルで（交代制で）仕事をしている。なおホワイトハウスの屋上には海兵隊のスナイパーが配置されており、ライフルを三脚にすえ、周囲に不審な動きが無いか常に望遠鏡で見張っている。また大統領は軍の最高指揮官であり、大統領の命令で海兵隊をいかようにも動かせる状態となっている（海兵隊は在外公館の警護も担当している）。
- White House Sentry
- ホワイトハウスのWest Wingのドアを警備し、出入りする要人のためにドアの開け締めも行う。
- 記者会見の時に大統領（や海外要人）のための傘をさす役をしているWhite House sentries。もちろん警護中であり、周囲を見張っており、いざとなると大統領を護るための行動を起こす。
- 海兵隊のヘリコプター、マリーン・ワン（en:Marine One）が大統領のホワイトハウスへの送り迎えをする。

## 個別記事
下記には、国家を代表して儀仗を担う部隊と又はそれに加えて元首等の警護を平時の任務とする部隊とが含まれている。
- 日本
  - 律令制
    - 近衛府（765年 - ）

  - 旧陸軍系[注 2]
    - 近衛師団（1891年 - 1945年）
    - 禁衛府皇宮衛士総隊（1945年 - 1946年）

  - 旧宮内省（現宮内庁）系
    - 宮内省皇宮警察部（1886年 - ）
    - 禁衛府皇宮警察部（1945年 - 1946年）
    - 宮内省皇宮警察署（1946年）
    - 警視庁皇宮警察部（1947年 - 1948年）
    - 国家地方警察本部皇宮警察府（1948年）
    - 国家地方警察本部皇宮警察局（1948年 - 1954年）
    - 警察庁皇宮警察本部（1954年 - ）
- オーストラリア
  - オーストラリア連邦親衛隊（2000年創設）
- オランダ
  - オランダ王立保安隊（1814年創設、王室警護任務は1908年 - ）
- スウェーデン
  - 王室近衛兵
  - 近衛連隊
- 北朝鮮
  - 朝鮮人民軍陸、海、空軍名誉衛兵隊（儀仗任務）
  - 護衛司令部（要人警護）
- ドイツ
  - ナチス親衛隊（1925年 - 1945年）
- フランス
  - 古参近衛隊（1804年頃? - 1814年頃?）
  - フランス共和国親衛隊
- ローマ教皇庁（バチカン市国）
  - スイス傭兵（1505年 - ）
- ロシア
  - ロシア連邦警護庁大統領連隊（1993年3月に現部隊名に改められた）
- イギリス
  - 近衛兵
- 中国
  - 中国共産党中央弁公庁警衛局